# Фландрия (рейхсгау)
Рейхсгау Фландрия (нем. Reichsgau Flandern; нидерл. Rijksgouw Vlaanderen) — недолго просуществовавшее рейхсгау нацистской Германии, основанное в 1944 году на территории Бельгии. Оно находилось в административных границах современного Фламандского региона, включая муниципалитет Комин-Варнетон, но без коммуны Вурен. Брюссель также не вошёл в состав рейхсгау Фландрия, так как получил статус самостоятельной административной единицы.